# Kadijk SK Overpelt
Kadijk SK Overpelt is een Belgische voetbalclub uit Overpelt. De club is aangesloten bij de KBVB met stamnummer 9174 en heeft geel-blauw als kleuren. Kadijk speelt in de provinciale reeksen. 

## Geschiedenis
De club werd opgericht in 1967. In 1968 ging de ploeg van start bij de NLLV. Een decennium later maakte men de overstap naar de Koninklijke Belgische Liefhebbersvoetbalbond (KBLVB). Nog een decennium later sloot men uiteindelijk aan bij de KBVB, waar men stamnummer 9174 kreeg toegekend. In 2000 speelt Kadijk kampioen in de laagste provinciale afdeling en stijgt zo naar derde provinciale. De club speelt driemaal in de tweede provinciale reeks, namelijk in de seizoenen 2006-2007 en 2009-2010 en de seizoenen 2015-2016 en 2016-2017. Na het seizoen 2021-2022 waarin 1 wedstrijd verloren werd en 117 keer gescoord werd, promoveert Kadijk wederom naar tweede provinciale.

## Resultaten
| Seizoen | Klasse | Klasse | Klasse | Klasse | Klasse | Klasse | Klasse | Klasse | Klasse | Reeks                                                    | Punten                                                   | Opmerkingen                                                |
|         | 1A     | 1B     | 1Am    | 2Am    | 3Am    | P.I    | P.II   | P.III  | P.IV   | Vanaf 2016-17 zijn er 3 nationale en 2 regionale niveaus | Vanaf 2016-17 zijn er 3 nationale en 2 regionale niveaus | Vanaf 2016-17 zijn er 3 nationale en 2 regionale niveaus   |
| ------- | ------ | ------ | ------ | ------ | ------ | ------ | ------ | ------ | ------ | -------------------------------------------------------- | -------------------------------------------------------- | ---------------------------------------------------------- |
| 2016/17 |        |        |        |        |        |        | 15     |        |        | 2de prov. Lim. B                                         | 22                                                       | Degradatie                                                 |
| 2017/18 |        |        |        |        |        |        |        | 10     |        | 3de prov. Lim. A                                         | 37                                                       |                                                            |
| 2018/19 |        |        |        |        |        |        |        | 2      |        | 3de prov. Lim. A                                         | 54                                                       |                                                            |
| 2019/20 |        |        |        |        |        |        |        | 4      |        | 3de prov. Lim. B                                         | 46                                                       | competitie vroegtijdig stopgezet vanwege de coronapandemie |
| 2020/21 |        |        |        |        |        |        |        | -      |        | 3de prov. Lim. B                                         | -                                                        | Geschrapt wegens de Coronacrisis.                          |
| 2021/22 |        |        |        |        |        |        |        | 1      |        | 3de prov. Lim. B                                         | 81                                                       | Kampioen                                                   |
| 2022/23 |        |        |        |        |        |        | 11     |        |        | 2de prov. Lim. B                                         | 40                                                       |                                                            |
| 2023/24 |        |        |        |        |        |        | 2      |        |        | 2de prov. Lim. B                                         | 60                                                       |                                                            |
| 2024/25 |        |        |        |        |        |        | 1      |        |        | 2de prov. Lim. B                                         | 75                                                       | Kampioen                                                   |
| 2025/26 |        |        |        |        |        |        |        |        |        | 1e prov. Limburg                                         |                                                          |                                                            |

## Bekende oud-spelers
- Marino Blancke, oud-speler SV Waregem, 1ste nationale
- Patrick Jacobs, oud-speler Sporting Lokeren, 1ste nationale